# Campeonato Citadino de Porto Alegre 1919
In 1919 werd het tiende Campeonato Citadino de Porto Alegre gespeeld voor voetbalclubs uit de Braziliaanse staat Porto Alegre, de hoofdstad van Rio Grande do Sul. De competities werd georganiseerd door de APAD (Associação Porto Alegrense de Desportos ) en werd gespeeld van 4 mei tot 28 september. Grêmio werd kampioen en mocht hierdoor ook aantreden in de eerste editie van het Campeonato Gaúcho, waarin ze met zware 1-5 cjifers verloren van Brasil de Pelotas.

## Eindstand
| Plaats | Club             | Wed. | W | G | V | Saldo | Ptn. |
| ------ | ---------------- | ---- | - | - | - | ----- | ---- |
| 1.     | Grêmio           | 10   | 9 | 0 | 1 | 43:13 | 18   |
| 2.     | Internacional    | 9    | 7 | 0 | 2 | 30:6  | 14   |
| 3.     | FBC Porto Alegre | 10   | 6 | 0 | 4 | 22:15 | 12   |
| 4.     | Cruzeiro         | 7    | 3 | 0 | 4 | 18:11 | 6    |
| 5.     | Tabajara         | 6    | 0 | 0 | 6 | 3:36  | 0    |
| 6.     | São José         | 8    | 0 | 0 | 8 | 4:39  | 0    |

### Kampioen
| Campeonato Citadino de Porto Alegre de 1919 |
| ------------------------------------------- |
| GRÊMIO 5º Titel                             |